# Xiangyang Shuiku
Xiangyang Shuiku (kinesiska: 向阳水库) är en reservoar i Kina. Den ligger i provinsen Heilongjiang, i den nordöstra delen av landet, omkring 190 kilometer norr om provinshuvudstaden Harbin. Xiangyang Shuiku ligger 229 meter över havet. Arean är 1,1 kvadratkilometer. Omgivningarna runt Xiangyang Shuiku är en mosaik av jordbruksmark och naturlig växtlighet. Den sträcker sig 2,1 kilometer i nord-sydlig riktning, och 1,6 kilometer i öst-västlig riktning.
Genomsnittlig årsnederbörd är 937 millimeter. Den regnigaste månaden är juli, med i genomsnitt 264 mm nederbörd, och den torraste är januari, med 12 mm nederbörd.